# Moço do dende
Moço do dende – singel francuskiego zespołu muzycznego Kaoma, wydany w 1992 roku nakładem wytwórni płytowej Columbia Records. Za produkcję singla odpowiedzialny był Jean-Claude Bonaventure. 
Featuring do singla został nagrany przez grupę The Meringe All Stars of New York.
Utwór dotarł do 29. miejsca na cotygodniowej liście przebojów Top Singles & Titres we Francji.

## Listy utworów i formaty singla
| Maxi-Single 1. „Moço do dende” (Remix) 2. „Ca ka fe mal” 3. „Contigo voy” |  | 7" Vinyl 1. „Moço do dende” (Remix) 2. „Ca ka fe mal” |